# Fantasia e Fantascienza
Fantasia e Fantascienza è stata una rivista mensile antologica di racconti di fantascienza durata 10 numeri, fra il dicembre 1962 e l'ottobre 1963. La serie, curata da G. Jori, venne edita dalla Minerva Editrice di Milano.
La serie presentava una selezione tratta dalla rivista statunitense The Magazine of Fantasy and Science Fiction.

## Elenco delle uscite
1. Racconti di: Poul Anderson, Isaac Asimov, Jack Finney, Zenna Henderson, Kurt Vonnegut - dicembre 1962
2. Racconti di: Isaac Asimov, John Brunner, Richard Matheson, James White - gennaio 1963
3. Racconti di: Miriam Allen de Ford, Alfred Bester, Theodore Sturgeon, James White  - febbraio 1963
4. Racconti di: Ron Goulart, Randall Garrett, Robert A. Heinlein, Zenna Henderson, Henry Slesar - marzo 1963
5. Racconti di: Gordon R. Dickson, Jim Jharmon, Robert A. Heinlein, J. T. McIntosh - aprile 1963
6. Racconti di: George Sumner Albee, Robert A. Heinlein, Mack Reynolds, Jay Williams - giugno 1963
7. Racconti di: Isaac Asimov, Otis Kidwell Burger, Robert A. Heinlein, Feliz Marti-Ibanez, Josef Nesvadba  - luglio 1963
8. Racconti di: William Bankier, Ron Goulart, Robert A. Heinlein, Richard McKenna, Dean McLaughlin - agosto 1963
9. Racconti di: J.G. Ballard, Gordon R. Dickson, Robert A. Heinlein, Jules Verne - settembre 1963
10. Racconti di: Isaac Asimov, Robert Bloch, Gordon R. Dickson, John Novotny, Frederik Pohl, Jack Sharkey - ottobre 1963